# Ross Geller

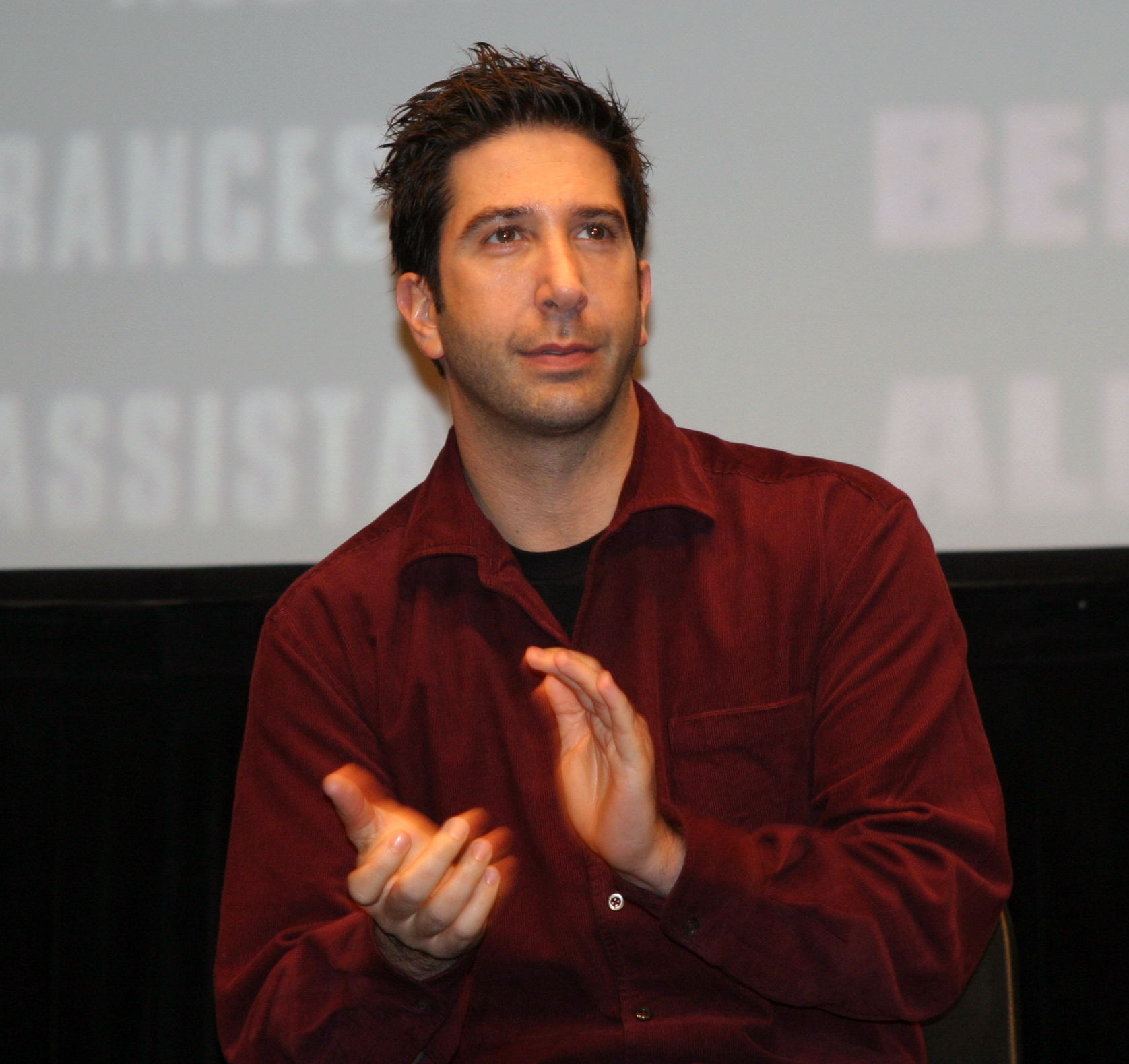
David Schiwimmer actor que interpreta a Ross Geller

Ross Geller és un personatge de la sèrie de televisió dels Estats Units Friends. És interpretat per l'actor David Schwimmer.

## Família
Va néixer al 18 d'octubre del 1966. Els seus pares són Jack Geller (Elliot Gould) i Judy Geller (Christina Pickles). És el germà gran de Monica Geller, interpretat per Courteney Cox, i sempre ha estat el preferit dels seus pares perquè en un episodi de la sèrie diu que és un miracle mèdic i perquè creien que Judy no era fèrtil (encara que hi ha discrepàncies en el guió perquè en un altre capítol es diu que els seus pares es van casar, ja que la seva mare s'havia quedat embarassada d'ell).
Ell i la seva germana eren molt competitius de petits.
Ell i la seva germana són jueus.

## Carrera
A la universitat Ross va estudiar paleontologia, ja que sent passió pel dinosaures i els fòssils. Va cursar fins al doctorat, per tant és Doctor Geller. En un episodi es diu que va deixar de ser jugador de bàsquet per ser paleontòleg. També defensa que va donar idees per les pel·lícules Parc Juràssic i Die Hard. Ell en les primeres temporades treballa en el Museu d'Història Natural però després es va veure obligat a fer un any sabàtic. Després va trobar una nova feina de professor de paleontologia en la Universitat de Nova York. Un dels incidents més remarcables és que va sortir amb una alumna.

## Amics
- Chandler Bing interpretat per Matthew Perry. Ell i Chandler es van fer amics a la universitat. En un fashback es veuen diferents situacions de la seva joventut per exemple el seu grup de música "Way, No Way". En Chandler es casa amb la seva germana i passen a ser cunyats.

- Joey Tribbiani interpretat per Matt LeBlanc. Ell i en Joey no són tant amic d'ell com en Chandler però en un episodi el desdeixen ignorar-lo.

- Phoebe Buffay interpretat per Lisa Kudrow, molt sovint discuteixen sobre els temes científics en que Phoebe els desmenteix. Quan Phoebe vivia el carrer li va robar el seu còmic "Science Boy".

## Relacions amoroses i fills

### Carol i en Ben
El començament de la sèrie en Ross ja està divorciat de la seva primera dona, Carol Willick (Jane Sibbett). S'han divorciat perquè ella era lesbiana i està amb la seva novia Susan Bunch (Jessica Hecht). De la relació entre en Ross i la Carol surt un fill que el tenen quan ja està divorciat d'ella, és en Ben Geller (Cole Sprouse) que viurà amb les seves dos mares.

### Rachel i l'Emma
L'amor d'en Ross és la Rachel Green interpretada per la Jennifer Aniston. Surten i tallen diverses vegades el llarg de la sèrie. La primera vegada que surten és la més llarga i acaben quan en Ross s'enrotlla amb la "noia de les fotocòpies", després que la Rachel i en Ross hagin tingut una discussió. D'aquesta escena és famosa la frase we are on a break (estàvem fent un descans).
Un altre incident és quan en Ross s'està a punt de casar-se per segona vegada a l'altar en comptes de dir Emily diu Rachel. Malgrat tot ells no tornen a sortir.
Després a l'episodi que tots van a les Las Vegas ells dos s'emborratxen i es casen sense ser-ne conscients, un cop arriben a Nova York, decideixen divorciar-se, però en Ross no vol i per això diu que estan divorciats però en realitat no ho estan. El final la Rachel ho descobreix i es divorcien. Aquest divorci és el tercer d'en Ross.
A la vuitena temporada es descobreix que la Rachel està embarassada d'en Ross. Se'n van a viure junts perquè creuen que serà millor i també perquè en Joey està enamorat d'ella. Al nadó li posen de nom Emma Geller-Green.
El final de la sèrie la Rachel se’n vol anar a París perquè té una bona oferta de treball. Ell ho intenta impedir-ho i el final la Rachel decideix quedar-se amb ell.

### Emily
En Ross coneix a l'Emily Waltham (Helen Baxendale) perquè li fa un favor a la Rachel, que havia quedat amb ell perquè li ensenyés la ciutat. Ella és de Londres i li diu en Ross que només anirà a viure amb ell si es casen i decideixen casar-se. Decideixen casar-se a Londres, però en Ross en comptes de dir Emily diu Rachel. Es casen igualment però en Ross al cap de molt intentar que torni amb ella no hi torna i s'acaben divorciant. Aquest és el segon divorci d'en Ross.

## Altres
- A la primera temporada en Ross té un mico que es deia Marcel i que després es fa famós perquè surt a pel·lícules.
- De la temporada primera a la quarta en Ross va viure el mateix apartament. A la cinquena va anar a viure a casa d'un familiar de la seva segona dona, l'Emily, però va ser expulsat d'allà per culpa del divorci amb ella. Va passar un curt període que va viure amb en Chandler i Joey. Després es va establir en un apartament al carrer de davant de l'apartament de Mònica, que havia estat habitat anteriorment per Ugly Nu Guy (el senyor lleig despullat).